# Catherine Spaak
Catherine Spaak (Boulogne-Billancourt, 1945. április 3. – Róma, 2022. április 17.) belga–olasz színésznő és énekesnő.
Elsősorban Olaszországban tevékenykedett és olasz filmekben nyújtotta legismertebb alakításait.

## Életpályája
Catherine Spaak Franciaország Île-de-France régiójában, az Hauts-de-Seine département legnagyobb lélekszámú városának számító Boulogne-Billancourt-ban született. Pályája legnagyobb részét azonban Olaszországban töltötte, ahol már tizenévesen korosztályának egyik énekes- illetve színészsztárja lett: 15 és 18 éves kora között nem kevesebb, mint tucatnyi filmben kapott főszerepet. Karrierje formálódásában sok része volt annak is, hogy édesapja forgatókönyvíró volt (egyúttal, nem mellesleg Paul-Henri Spaak belga miniszterelnök fivére is).
Énekesnőként a yé-yé műfaj egyik jelentős olaszországi képviselője lett, hasonló szerepet töltött be az olasz könnyűzenei életben, mint Franciaországban Françoise Hardy; utóbbinak néhány számát ő maga is lemezre énekelte.
Családja meggyőződéses antiklerikális volt, ennek ellenére ő maga 18 évesen úgy döntött, hogy felveszi a katolikus vallást. Később mégis elhagyta a katolicizmust, buddhista vallásúnak tartotta magát.
Legjelentősebb szerepeit az alábbi olasz filmklasszikusokban kapta:
- I dolci inganni (angolul: Sweet Deceptions, 1960),
- La voglia matta (angolul: Crazy Desire, 1961),
- Il Sorpasso (angolul: The Easy Life, 1962),
- La Parmigiana (angolul: The Girl from Parma, 1963),
- La Noia (angolul: The Empty Canvas, 1963),
- L'armata Brancaleone (angolul: For Love and Gold vagy The Incredible Army of Brancaleone, magyarul Brancaleone ármádiája, 1965),
- Hotel (1967),
- La Matriarca (angolul: The Libertine, 1969),
- Il gatto a nove code (angolul: The Cat o' Nine Tails, 1971),
- Storia di una monaca di clausura (angolul: Story of a Cloistered Nun, Diary of a Cloistered Nun vagy Unholy Convent, 1973),
- La schiava io ce l'ho e tu no (angolul: The Slave, 1973),
- La parola di un’ fuorilegge... é legge! (angolul: Take a Hard Ride, 1975), illetve
- I seduttori della domenica (angolul: Sunday Lovers, 1980).

Később műsorvezetője volt a RAI több televíziós show-műsorának is, valamint néhány könyvet is megjelentetett olaszul. 2011-ben szerepet kapott a BBC egyik minisorozatában is.

## Fordítás
- Ez a szócikk részben vagy egészben  a   Catherine Spaak című angol Wikipédia-szócikk fordításán alapul.  Az eredeti cikk szerkesztőit annak laptörténete sorolja fel. Ez a jelzés csupán a megfogalmazás eredetét és a szerzői jogokat jelzi, nem szolgál a cikkben szereplő információk forrásmegjelöléseként.